# Majchrówka (Ulanica)
Majchrówka – część wsi Ulanica w Polsce położona w województwie podkarpackim, w powiecie rzeszowskim, w gminie Dynów.
W latach 1975–1998 Majchrówka administracyjnie należała do województwa przemyskiego